# Sveta Marija (otočić)
Otočić Sveta Marija nalazi se u južnom dijelu mljetskog Velikog jezera. Njegova veličina je 120 m x 200 m. Na njemu su pronađeni ostaci rimske građevine, ali je daleko najpoznatiji po benediktinskom samostanu Sv. Marije iz 12. stoljeća. 
Dolazak benediktinaca iz Apulije je izazvao nezadovoljstvo kod domaćih benediktinaca  (benediktinski samostan na Lokrumu je izgrađen 1203. godine) pa je pravo na otok talijanskim benediktincima dao i zahumski župan Desin (u nekim izvorima zahumski knez Desa). Benediktinci su najprije na otočiću izgradili samostan, a zatim (krajem 12. stoljeća) i crkvu. Romanički je samostan više puta pregrađivan. Današnja je zgrada dvokatna renesansna građevina koju s dviju strana omeđuje dvorište, a glavni trakt, prema dvorištu, ima arkadni hodnik. Na jugoistočnom je uglu izgrađena obrambena kula, pa sve građevine, uključujući i crkvu čine obrambenu cjelinu. Samostan je napušten 1869. godine i za taj se događaj veže legenda da su benediktinci prokleli stanovništvo otoka tako da su sve radili obrnutim redoslijedom. U molitvenu su procesiju išli u smjeru obrnuto od kazaljke na satu, a svijeće kad bi upalili, okrenuli bi ih naopako. U samostanu su kao redovnici boravili mnogi poznati znanstvenici i umjetnici. Najpoznatiji stanovnici mljetskog samostana bili su dubrovački pjesnici Mavro Vetranović i Ignjat Đurđević te jedan od najpoznatijih bizantologa svog vremena Anselmo Banduri. Crkva sv. Marije u sklopu samostana jednobrodna je romanička (apulijska) građevina podignuta po uzoru na onu koju su benediktinci imali u Monte Garganu. Crkva je pregrađena i proširena u 16. stoljeću i tada je na trijem postavljen grb Gundulića.

## Galerija
- Otočić svete Marije
- Crkva sv. Ivana (15. st.)
- Unutrašnjost crkvice
- Unutrašnjost Crkve sv. Ivana
- Benediktinski samostan
- Spomenik blizu ulaza u Crkvu svete Marije